# Т-80А
Т-80А (Индекс ГБТУ — Объект 219А) — советский опытный основной танк. Разработан в конструкторском бюро Ленинградского Кировского завода. Серийно не производился.

## История создания
После принятия на вооружение танка Т-80, были начаты работы по совершенствованию его конструкции. Работы велись в двух направлениях. В конструкторском бюро Завода имени Малышева разрабатывался танк «Объект 478», параллельно, в конструкторском бюро Завода имени Кирова были начаты работы над модернизированным танком Т-80 под обозначением «Объект 219А». Основным направлением модернизации было повышение бронирования, усовершенствование системы управления огнём, а также повышение огневой мощи. Для этого была использована башня (и в целом боевое отделение) с харьковского танка «Объект 476».
В 1982 году были изготовлены первые опытные образцы. С декабря 1983 по декабрь 1985 дополнительно в Харькове была изготовлена ещё одна небольшая партия (несколько десятков машин, одна из которых сохранилась в Кубинке), отличием которой было оснащение навесной динамической защитой «Контакт-1». Однако дальнейшие работы по Т-80А были прекращены, а все наработки впоследствии использовались при проектировании танка «Объект 219АС», принятого на вооружение как Т-80У.

## Описание конструкции

### Вооружение
Основное вооружение Т-80А составляла 125-мм гладкоствольная танковая пушка 2А46М-1. 28 выстрелов к ней размещались в гидромеханическом автомате заряжания с ёмкостью кассеты в 28 выстрелов. Остальные выстрелы находились в укладках. Возимый боекомплект составлял 45 выстрелов. Пушка оснащалась стабилизатором 2Э42 и имела возможность вести стрельбу управляемыми снарядами 9М119. С пушкой был спарен 7,62-мм пулемёт ПКТ с возимым боекомплектом 1500 патронов. Для борьбы с воздушными целями и легкобронированной техникой на башенке командира устанавливался 12,7-мм зенитный пулемёт НСВТ с боекомплектом в 300 патронов.

### Средства наблюдения и связи
Танк Т-80А комплектовался комплексом управления огнём 1А42, кроме того имелся прицел-дальномер 1Г46. Для работы в ночных условиях использовался ночной прицел ТПН-4-49-23.